# Izquitécatl
Izquitécatl (del náhuatl: Iskitekatl ‘morador de Izquitlán’‘Iskitlan, Izquitlán; tekatl, morador de, habitante de, persona de’) en la mitología mexica el espíritu o dios menor de la embriaguez, y es uno de los cuatrocientos espíritus de los borrachos llamados Centzon Totochtin, los cuatrocientos hijos de Patécatl y Mayáhuel, él cual venerado bajo la forma de un conejo.